# Largo House
Largo House – potoczna nazwa (od nazwy brytyjskiej rezydencji) ośrodka wstępnego szkolenia spadochronowego 1 Samodzielnej Brygady Spadochronowej, funkcjonującego od pierwszej połowy marca 1941 do 1944 pod Leven (Largo Low, hrabstwo Fife, Szkocja, Wielka Brytania). Częścią ośrodka była zlokalizowana w pobliskim parku w Lundin Links (ok. kilometr od Largo Low), funkcjonująca od 25 sierpnia 1941 treningowa wieża spadochronowa (pierwsza w Wielkiej Brytanii) o wysokości 24 m, nazywana przez Brytyjczyków polską wieżą.
W ośrodku szkolili się polscy żołnierze przydzieleni do 1 SBS oraz kandydaci na cichociemnych (61 wywodziło się z 1 SBS). Kandydaci na spadochroniarzy, w tym późniejsi cichociemni, szkolili się następnie na kursie spadochronowym w utworzonym 21 czerwca 1941 brytyjskim ośrodku szkolenia spadochronowego Parachute Training School w Ringway pod Manchesterem (STS 51); pierwszy kurs dla Polaków rozpoczął się 17 lutego 1941. Od stycznia 1944 polscy spadochroniarze szkolili się także w polskim Ośrodku Wyszkolenia Nr 10 w Ostuni k. Brindisi (Włochy).

## Geneza
Spadochroniarstwo w Polsce rozpoczęło się na skalę masową w 1936. W reakcji na tworzenie pierwszych jednostek powietrznodesantowych przez Niemcy oraz ZSRR (Rosję) oraz narastającą groźbę wojny, Sztab Główny Wojska Polskiego rozpoczął proces tworzenia takich jednostek także w Polsce. Ze względu głównie na brak odpowiednich samolotów, ale także środków finansowych, przyjęto koncepcję tworzenia niewielkich, bojowych grup spadochroniarzy do zadań specjalnych. Ich zadaniem miała być dywersja, ale także eliminacja wysokich przedstawicieli niemieckich władz, w tym funkcjonariuszy NSDAP oraz wysokich rangą oficerów Wehrmachtu. Polska była jednym z pierwszych państw na świecie, planujących tego rodzaju działania specjalne.
Po powstaniu Ligi Obrony Powietrznej i Przeciwgazowej, od 1936 intensywnie propagowano uprawianie sportu spadochronowego oraz roczpoczęto masowe szkolenia młodzieży; wybudowano 16 treningowych wież spadochronowych w głównych miastach Polski: Grudziądzu, Toruniu, Bydgoszczy, Poznaniu, Łodzi, Lublinie, Kielcach, Kowlu, Równem, Lwowie, Bielsku, Białymstoku, Ostrowi Mazowieckiej, a także dwie wieże w Warszawie oraz największą i najnowocześniejszą wieżę w Katowicach.
Od lat dwudziestych używano w polskim lotnictwie amerykańskich spadochronów Irvin jako środka ewakuacji pilota. W 1927 zorganizowano pierwszy kurs dla instruktorów spadochronowych w 1 Pułku Lotniczym w Warszawie; rok później takie kursy przeprowadzono w pozostałych pułkach lotniczych. W 1929 uruchomiono w Legionowie warsztat spadochronów typu Irvin na licencji amerykańskiej. 10 listopada 1938 rozpoczęto formowanie Wydzielonego Dywizjonu Towarzyszącego z 4 Pułku Lotniczego w Toruniu; w jego skład włączono m.in. dwie (46 oraz 49) eskadry towarzyszące; dowódcą wydzielonego dywizjonu został późniejszy cichociemny mjr pil. Roman Rudkowski. W maju 1939 utworzono na lotnisku w Bydgoszczy Wojskowy Ośrodek Spadochronowy (WOS), od 1 maja szkolił kandydatów do polskich wojsk powietrznodesantowych, jego komendantem został mjr pil. Władysław Tuchułka. 5 sierpnia 1939 pierwszy pełny kurs ukończyło 80 oficerów i podoficerów, absolwentów Wyższej Szkoły Wojennej w Warszawie. Zostali przeszkoleni w skokach dziennych i nocnych, walce wręcz, strzelaniu z różnych typów broni oraz w dywersji: niszczeniu mostów, wiaduktów, torów kolejowych. Zadaniem WOS było przygtowywanie oficerów i podoficerów piechoty, saperów oraz łączności do dywersji na tyłach nieprzyjaciela po skoku ze spadochronem; WOS miał przeszkolić kadrę do pierwszego polskiego batalionu spadochronowego, który Sztab Główny WP planował utworzyć w lutym 1940, realizację planów przerwał wybuch II wojny światowej. Po wybuchu wojny samoloty WOS przebazowano na lotnisko w Małaszewiczach, tam zostały zniszczone wskutek bombardowania; część personelu ośrodka dotarła do Wielkiej Brytanii; zostali instruktorami w ośrodkach szkolenia spadochronowego: polskim oraz brytyjskim.
Nowatorska koncepcja rozwoju polskich wojsk powietrznodesantowych była rozwijana pomimo przegranej we wrześniu 1939. M.in. na konferencji w Belgradzie (29 maja – 2 czerwca 1940) z udziałem reprezentantów Komendy Głównej Związku Walki Zbrojnej z Paryża, konspiracji krajowej oraz baz łączności w Budapeszcie i Bukareszcie dyskutowano nad dwiema koncepcjami wykorzystania formacji spadochronowych. Generałowie: Sikorski, Sosnkowski, Tokarzewski oraz płk. Rowecki opowiadali się za wykorzystaniem spadochroniarzy do łączności z okupowana Polską. Grupa oficerów, tzw. „Chomików”, reprezentowana przez (także związanych z WOS) późniejszych współtwórców Cichociemnych – kpt. dypl. Jana Górskiego oraz kpt. dypl. Macieja Kalenkiewicza postulowała użycie skadrowanych jednostek powietrznodesantowych do wsparcia powstania powszechnego w okupowanej Polsce, w ostatniej fazie wojny.
W październiku 1940 w Oddziale III Sztabu Naczelnego Wodza utworzono Wydział Studiów i Szkolenia Wojsk Spadochronowych. 10 października 1940 Naczelny Wódz gen. Władysław Sikorski wydał rozkaz L.408/II w sprawie przygotowania Polskich Sił Zbrojnych do możliwości przerzucenia transportem lotniczym do kraju, do bezpośredniego wsparcia i osłony Powstania. 4 listopada 1940 szef Wydziału Studiów i Szkolenia Wojsk Spadochronowych otrzymał rozkaz opracowania zasad organizacji i wyposażenia wojsk spadochronowych oraz instrukcji dla oddziałów spadochronowych (desantowych). 21 stycznia 1941 rozkazem nr 126/III/ Szef Sztabu Naczelnego Wodza wyznaczył do działań dywersyjnych 4 Brygadę Kadrową Strzelców; jeszcze w styczniu 1941 gen. Stanisław Sosabowski rozpoczął formowanie 1 Samodzielnej Brygady Spadochronowej. O formowaniu polskiej jednostki spadochronowej Brytyjczycy zostali poinformowani 8 kwietnia 1941, pismem Szefa Sztabu Naczelnego Wodza gen. Tadeusza Klimeckiego do War Office. Naturalna konsekwencją tworzenia 1 SBS było utworzenie w pierwszej połowie marca 1941 ośrodka szkolenia spadochronowego. Pismem z 12 maja 1941 Szef Sztabu NW poinformował Brytyjczyków o utworzeniu polskiego ośrodka szkoleniowego (działającego od marca 1941) oraz wystąpił o zgodę „na urządzenie wież, trapezów”.
Podczas rozmów z Brytyjczykami ujawniły się zasadnicze różnice w koncepcji przeznaczenia wojsk spadochronowych. Oficerowie brytyjscy prezentowali podejście defensywne – uważali że oddziały spadochronowe po przeprowadzeniu desantu mają trwać w obronie wyznaczonego rejonu. Dlatego chcieli wyposażyć spadochroniarzy w długi karabin bojowy. Polacy byli za koncepcją ofensywną – oddziały spadochronowe miały przecież wesprzeć planowane powstanie powszechne w Kraju; dlatego opowiadali się za uzbrojeniem spadochroniarzy m.in. w postolety maszynowe. Ostatecznie przyjęto polskie propozycje, co zostało uwzględnione w programie szkolenia spadochronowego.

## Małpi Gaj
Polski ośrodek szkoleniowy w Largo House kandydaci na Cichociemnych nazywali „Małpim Gajem”, ponieważ zlokalizowany był wśród starych dębów, tworzących atmosferę „gaju”, natomiast od szkolonych kandydatów wymagano małpiej wręcz zręczności, m.in. przechodzenia z drzewo na drzewo tylko przy użyciu gałęzi, bez użycia jakiegokolwiek sprzętu. Prawdopodobnie dlatego na bramie ośrodka widniał napis: Szukasz śmierci – wstąp na chwilę.
Ośrodek szkolenia spadochronowego mieścił się w Szkocji, w starej historycznej posiadłości Largo House (w rejonie Leven). Był to duży park z rozłożystymi drzewami, typowymi dla wilgotnego klimatu. Między tymi drzewami widniał cały zestaw przyrządów mających za zadanie wyrabianie sprawności fizycznej i odporności psychicznej, wśród nich opuszczane za pomocą korby trapezy. One to najbardziej utkwiły w mojej pamięci. Instruktor w czasie huśtania kręcił korbą, a ja zawieszony na szelkach spadochronu podnosiłem się coraz wyżej, aż w pewnym momencie instruktor puszczał korbę i leciałem w dół. Chodziło o prawidłowe lądowanie. Znajdowały się tam także ślizgi, takie jak w ogródkach jordanowskich, tylko znacznie od nich wyższe. Na drzewach zaś były rozpięte liny, po których wspinano się i opuszczano. Ćwiczyliśmy także przejścia nad wąwozami za pomocą liny. Codzienną gimnastykę urozmaicano bądź przeskakiwaniem płotu z desek o wysokości do 3 metrów, bądź skakaniem przez dziurę o wielkości równej otworowi w podłodze samolotu. Była ona zrobiona w stropie dawnej stajni, przerobionej na garaż. Skakano z wysokości około 2 metrów szóstkami – jeden na głowę drugiego – w pozycji siedzącej na materace znajdujące się pod otworem. 
Szkolenie w „Małpim Gaju” trwało ok. 2-4 tygodnie, miało na celu wyuczenie odpowiedniej techniki skoku oraz utrzymanie i wzmocnienie wysokiej sprawności fizycznej. Rozpoczynano od intensywnych ćwiczeń fizycznych – codziennych długich biegów oraz marszy, pokonywano specjalny tor przeszkód, skakano z wiszących trapezów oraz z dwu- i trzymetrowego „podium”. Na zakończenie szkolenia w Largo House skakano z 24-metrowej treningowej wieży spadochronowej. Wszystkie wymyślne urządzenia i przyrządy do ćwiczeń zostały wykonane (oraz sfinansowane) przez żołnierzy 1 SBS.
W pierwszej dekadzie września 1941 roku (...) znalazłem się w Largo House, czyli w „Małpim Gaju”. Duży, obrośnięty przybudówkami, zamek w starych, ponurych ścianach nie stanowił obiektu godnego podziwu. W porównaniu z wieloma rzeczywiście pięknymi zamkami w Szkocji, ten jej ozdobą chyba nie był. Stary, zapuszczony park, okolony wysokim na kilka metrów kamiennym murem, sprawiał wręcz przygnębiające wrażenie. Wstępu do środka broniła ciężka żelazna brama, pod którą dzień i noc stali uzbrojeni wartownicy. W parku między drzewami, a nawet na nich, porozwieszane były ruchome huśtawki, trapezy i liny, stała tam również wieża spadochronowa, dokładnie taka sama, jaką znałem z kilku miejsc w Polsce, między innymi z Parku Praskiego w Warszawie, z Legionowa i Bydgoszczy. Tutejsza wieża, obiekt niewątpliwie najważniejszy w szkoleniu spadochronowym, była pierwszym tego rodzaju obiektem zbudowanym na Wyspach. W dużej hali, a raczej szopie obok zamku, znajdowały się zestawy najrozmaitszych przyrządów gimnastycznych: kozłów, koni, poręczy, drążków, równoważni, pochylni, słowem wszystkiego co miało służyć dobrej kondycji fizycznej. Nie wtajemniczeni spoglądali na tę kolekcję „narzędzi tortur” z pewnym niepokojem, zerkając zwłaszcza z dreszczykiem emocji czy nawet strachu na umieszczony wysoko pod sufitem pomost z „dziurą zeskokową”.

## Kadra i program szkolenia
Do organizacji ośrodka szef Wydziału Studiów i Szkolenia Wojsk Spadochronowych ppłk dypl. Wilhelm Heinrich wyznaczył kpt. dypl. Zenona Starkiewicza, który otrzymał zadanie wyszkolenia taktycznego oraz przeszkolenia linowego batalionu piechoty w batalion spadochronowy. Cele i program szkolenia zdefiniował Naczelny Wódz gen. Władysław Sikorski 19 września 1941 w „Wytycznych wyszkolenia dla I Korpusu na okres zimowy 1941/1942" dla dowódcy I Korpusu. Kadrę instruktorską ośrodka stanowili Polacy; 35 instruktorów w brytyjskim ośrodku spadochronowym Parachute Training School w Ringway pod Manchesterem (STS 51) przeszkolili polscy oficerowie z WOS, m.in. por. Jerzy Górecki oraz ppor. Julian Gębołyś. Na program szkolenia mieli również istotny wpływ oficerowie Wydziału Studiów i Szkolenia Wojsk Spadochronowych, w tym współtwórcy Cichociemnych kpt. dypl. Jan Górski oraz kpt. dypl. Maciej Kalenkiewicz.
Program szkolenia obejmował zaprawę spadochronową, czyli zaprawę fizyczną bezpośrednio przygotowującą do skoków oraz skoki spadochronowe z balonu oraz z samolotu. Szkolenie w brytyjskim ośrodku trwało tydzień, w polskim od dwóch do czterech tygodni. Podstawą kursu były intensywne ćwiczenia fizyczne: codzienne długie biegi, marsze, pokonywanie specjalnego toru przeszkód, zrzucanie z wiszących trapezów, wreszcie skoki z dwu- oraz trzymetrowego „podium”. Przygotowanie oraz technikę skoku ćwiczono na trapezach, kołowrotkach, ślizgach, skoczni, przyrządach do gimnastyki oraz na wieży spadochronowej. W kolejnym etapie szkolenia kandydaci skakali ze spadochronem z samolotu oraz z balonu. Używano spadochronu desantowego typu Irvin QD, każdy kandydat miał obowiązek oddania kilku skoków (5 – 8) w dzień i jednego nocą. Kurs spadochronowy ukończyło ogółem 703 kandydatów. Wśród przeszkolonych w tym ośrodku byli nie tylko spadochroniarze 1 Samodzielnej Brygady Spadochronowej, cichociemni, ale także inni polscy spadochroniarze, w tym z 1 Samodzielnej Kompanii Commando.